# Neopisosoma
Neopisosoma is een geslacht van kreeftachtigen uit de klasse van de Malacostraca (hogere kreeftachtigen).

## Soorten
- Neopisosoma angustifrons (Benedict, 1901)
- Neopisosoma bicapillatum Haig, 1960
- Neopisosoma curacaoense (Schmitt, 1924)
- Neopisosoma dohenyi Haig, 1960
- Neopisosoma mexicanum (Streets, 1871)
- Neopisosoma neglectum Werding, 1986
- Neopisosoma orientale Werding, 1986